# Lampranthus subtruncatus
Lampranthus subtruncatus är en isörtsväxtart som beskrevs av L. Bol. Lampranthus subtruncatus ingår i släktet Lampranthus och familjen isörtsväxter. Inga underarter finns listade i Catalogue of Life.